# Circonscription de Galo
La circonscription de Galo est une des 177 circonscriptions législatives de l'État fédéré Oromia, elle se situe dans la Zone Est Welega. Son représentant actuel est Abera Qededa Teso.